# باولا تيرادوس سانتشيث
باولا تيرادوس سانتشيث (بالإسبانية: Paola Tirados Sánchez، ولدت في 14 يناير 1980، لاس بالماس دي غران كناريا، لاس بالماس، إسبانيا) سبّاحة متزامنة إسبانية.
حصلت على الميدالية الفضية في دورة الألعاب الأولمبية الصيفية عام 2008، كما حازت على ثلاث ميداليات ذهبية في بطولات أوروبا للسباحة المتزامنة.

## إنجازاتها

### الألعاب الأولمبية الصيفية
- 2008 بكين  الصين:  ميدالية فضية في سباق السباحة المتزامنة في فئة الفرق (Team routine).

### بطولة العالم للسباحة (المتزامنة)
- 2003 برشلونة  إسبانيا:  ميدالية برونزية في سباق السباحة المتزامنة في فئة الثنائي (Duet routine).
- 2003 برشلونة  إسبانيا:  ميدالية فضية في سباق السباحة المتزامنة في فئة الفرق- الكومبو الحرة (Combination routine).
- 2005 مونتريال  كندا:  ميدالية فضية في سباق السباحة المتزامنة في فئة الثنائي (routine Duet).
- 2005 مونتريال  كندا:  ميدالية برونزية في سباق السباحة المتزامنة في فئة الفرق- الكومبو الحرة (Free routine combination).
- 2005 مونتريال  كندا:  ميدالية فضية في سباق السباحة المتزامنة في فئة الفرق الحرة (Free team routine).
- 2007 ملبورن  أستراليا:  ميدالية فضية في سباق السباحة المتزامنة في فئة الثنائي الفني (Duet technical routine).
- 2007 ملبورن  أستراليا:  ميدالية فضية في سباق السباحة المتزامنة في فئة الثنائي الحرة (Duet free routine).
- 2007 ملبورن  أستراليا:  ميدالية برونزية في سباق السباحة المتزامنة في فئة الفرق الفني (Team technical routine).
- 2007 ملبورن  أستراليا:  ميدالية فضية في سباق السباحة المتزامنة في فئة الفرق الحرة (Team free routine).

### بطولة أوروبا للسباحة (المتزامنة)
- 2000 هلسنكي  فنلندا:  ميدالية برونزية في سباق السباحة المتزامنة في فئة الثنائي (Duet routine).
- 2002 برلين  ألمانيا:  ميدالية فضية في سباق السباحة المتزامنة في فئة الثنائي (Duet routine).
- 2002 برلين  ألمانيا:  ميدالية فضية في سباق السباحة المتزامنة في فئة الفرق (Team routine).
- 2004 مدريد  إسبانيا:  ميدالية ذهبية في سباق السباحة المتزامنة في فئة الفرق- الكومبو (Combination routine).
- 2004 مدريد  إسبانيا:  ميدالية فضية في سباق السباحة المتزامنة في فئة الثنائي (Duet routine).
- 2006 بودابست  المجر:  ميدالية فضية في سباق السباحة المتزامنة في فئة الثنائي الحرة (Duet free routine).
- 2006 بودابست  المجر:  ميدالية فضية في سباق السباحة المتزامنة في فئة الفرق- الكومبو الحرة (Free Routine Combination).
- 2006 بودابست  المجر:  ميدالية فضية في سباق السباحة المتزامنة في فئة الفرق الحرة (Team Free Routine).
- 2008 آيندهوفن  هولندا:  ميدالية ذهبية في سباق السباحة المتزامنة في فئة الفرق الحرة (Team Free Routine).
- 2008 آيندهوفن  هولندا:  ميدالية ذهبية في سباق السباحة المتزامنة في فئة الفرق- الكومبو الحرة (Free Routine Combination).